# Pilumnus bleekeri
Pilumnus bleekeri is een krabbensoort uit de familie van de Pilumnidae. De wetenschappelijke naam van de soort is voor het eerst geldig gepubliceerd in 1880 door Edward John Miers.